# لقاح الفيروس العجلي
لقاح الفيروس العجلي (بالإنجليزية: Rotavirus vaccine )‏ هو لقاح يستخدم للحماية من خطر الإصابة بالفيروس العجلي.
هذه الفيروسات تعد المسبب الرئيسي للاسهال الشديد عند الأطفال. ان اللقاح يمنع 15 إلى 34% من الاسهال الشديد في العالم النامي و37 إلى 96% من الاسهال الشديد في العالم المتقدم. قد قام اللقاح بتقليل خطر الموت عند الأطفال بسبب الاسهال. تحصين الأطفال ضد الفايروس يقلل من خطر الإصابة بالمرض لدى كبار السن والذين لم يسبق لهم أخذ اللقاح.
ان منظمة الصحة العالمية توصي بلقاح فيروس العجلي بان يكون ضمن برامج التلقيح الوطنية، وخصوصا في المناطق التي ينتشر فيها المرض.بالإضافة لتشجيع الرضاعة الطبيعية، غسل اليدين، توفير المياه الآمنة والصرف الصحي. يعطى عن طريق الفم ويتطلب جرعتين إلى ثلاث جرعات. ينبغي ان تبدأ في الأسبوع السادس بعد الولادة.
ان هذه اللقاحات امنة، وهذا يشمل استخدامها في الناس المصابين بفيروس نقص المناعة البشرية/الإيدز، اللقاح السابق والذي لم يعد مستخدما حاليا كان مرتبطا بالانغلاف أو التربيب، أما النسخ الحالية فهي غير مرتبطة بشكل واضح.
بسبب وجود خطر محتمل لم يعد موصى به في الرضع الذين يعانون من الانغلاف، واللقاح مصنوع من فيروس العجلي المضعف.
أصبح اللقاح متاحا في الولايات المتحدة في ال2006  ، وهو على قائمة الأدوية الأساسية لمنظمة الصحة العالمية، ومن أكثر الادوية فعالية وامنا اللازمة في النظام الصحي  ، ان تكلفة البيع في الدول النامية ما بين 6.96و 20.66دولار أمريكي لكل جرعة في ال 2014. في الولايات المتحدة يصل السعر إلى أكثر من 200دولار أمريكي. في ال2013 أصبح هناك نوعين من اللقاح متاحة عالميا،Rotarix وRotaTeq، والعديد المستخدمين في دول أخرى من العالم.

## الاستخدامات الطبية

### الفعالية
قدرت مراجعة عام 2009 أن التلقيح ضد الفيروس العجلي يقي من نحو 45% من الوفيات الناجمة عن التهاب المعدة والأمعاء بالفيروس العجلي، أو نحو 228,000 وفاة سنويًا في كل أرجاء العالم. بتكلفة 5 دولارات أمريكية لكل جرعة، كانت التكلفة المقدرة لكل حياة أُنقِذت 3,015 دولار، و9,951 دولار، و11,295 دولار، وذلك في الدول ذات الدخل المنخفض، والمتوسط الأدنى، والمتوسط الأعلى، على الترتيب.
وجدت دراسات الأمان والكفاءة في أفريقيا وآسيا أن اللقاحات خفضت بشكل كبير من معدل حدوث الحالات الشديدة لدى الرضع في البلدان النامية حيث تحدث معظم الوفيات الناجمة عن الفيروس العجلي. خلصت مراجعة أجرتها مؤسسة كوكرين عام 2019 إلى أن لقاحات الفيروس العجلي 1 والفيروس العجلي 2 والروتافاك آمنة وفعالة في الوقاية من الإسهال.
رُخِّص بإعطاء لقاحات الفيروس العجلي في أكثر من 100 دولة، وقدمت أكثر من 80 دولة التلقيح من الفيروس العجلي بصورة روتينية. انخفض معدل حدوث الأخماج بالفيروس العجلي وشدتها بشكل كبير في الدول التي عملت بتوصيات إعطاء لقاح الفيروس العجلي. في المكسيك، التي كانت عام 2006 من بين أوائل الدول في العالم بإعطاء لقاح الفيروس العجلي، انخفض معدل الوفيات بالإسهال الناجم عن الفيروس العجلي بنسبة تزيد عن 65% لدى الأطفال بعمر عامين وأقل خلال موسم الفيروس العجلي عام 2009. في نيكاراغوا، التي أصبحت عام 2006 أول دولة نامية تعطي لقاح الفيروس العجلي، سجلت الباحثون بعد إعطاء اللقاح تأثيرًا هامًا تمثّل بالوقاية من 60% من حالات الإصابة الشديدة بالفيروس العجلي، وتناقص عدد زيارات غرف الطوارئ إلى النصف. في الولايات المتحدة، قلل التلقيح دخولات المشافي الناجمة عن الفيروس العجلي بنسبة 86% منذ 2006. دعمت الدراسات الأخيرة في الدول النامية التي أعطت لقاحات الفيروس العجلي هذه النتائج ما أظهر تناقص هامًا في عدد الوفيات ودخولات المشافي الناتجة عن الإسهال بالفيروس العجلي وذلك بعد إعطاء القاح.
بالإضافة إلى ذلك، قد يقي اللقاح من المرض لدى الأطفال غير الملقحين وذلك من خلال الحد من التعرض للفيروس بتقليل عدد الأخماج المتداولة. وجدت مراجعة عام 2009 لبيانات التجارب السريرية المتاحة من الدول التي تستخدم لقاحات الفيروس العجلي بصورة روتينية في برامج التمنيع الوطنية أن لقاحات الفيروس العجلي قد خفضت عدد دخولات المشافي الناتجة عن الفيروس العجلي بنحو 49 – 92%، وعدد دخولات المشافي الناجمة عن كل أسباب الإسهال بنحو 17 – 55%.

### الجدول الزمني
توصي منظمة الصحة العالمية أن تُعطَى أول جرعة من اللقاح مباشرة بعد عمر 6 أسابيع. يجب أن تُعطَى جرعتين أو ثلاث جرعات بفارق أكثر من شهر، وذلك حسب اللقاح المُعطَى. لأن أغلب الحالات تحدث بعمر 6 أشهر وحتى سنتين، لا يُوصَى باستخدام اللقاح لدى الأطفال بعمر أكبر من عامين.